# Rami Hamadeh
Rami Hamadeh (en árabe: رامي حمادة‎), (Shefa-'Amr, Israel, 24 de marzo de 1994) es un futbolista palestino que juega como portero para la selección nacional de Palestina y para el Jabal al-Mukaber de la primera división palestina.

## Primeros pasos
Rami Hamadeh nació en la localidad israelí de Shefa-'Amr, en el seno de una familia de origen palestino. Se formó en las categorías inferiores del Shabab Shefa 'Amr, el equipo de su ciudad natal, y con 15 años aceptó una oferta del Maccabi Netanya, del que pasó a formar parte.

## Trayectoria profesional
Con 16 años decidió dar el salto al fútbol profesional y fichó por el primer equipo del Thagafi Tulkarem, que en aquella época jugaba en la segunda división palestina. Ese mismo año consiguió el ascenso con su club. Poco después fichó por el Shabab al-Khader, en la localidad palestina de al-Khadr, tras lo que volvió a la disciplina del Thagafi Tulkarem. Desde junio de 2017 hasta junio de 2020 militó en el Hilal Al-Quds. En julio de 2020, Hamadeh fichó por el Bnei Sakhnin F.C., recién ascendido a la primera división israelí, pero un año después volvió a la liga palestina con el Shabab al-Khaleel de la ciudad de Hebrón, que en la temporada 22-23 lo traspasó al Jabal al-Mukaber. 

## Carrera internacional
A los 17 años, Hamadeh fue convocado por primera vez por las categorías juveniles de la selección palestina. Jugó tres de los cuatro partidos de clasificación para el Campeonato sub-19 de la AFC. Se perdió el último partido de la clasificación debido a la acumulación de tarjetas amarillas, pero en los tres primeros partidos encajó solo cuatro goles y realizó importantes paradas contra equipos claramente superiores como Siria, Emiratos Árabes Unidos o Líbano.
En 2012 fue convocado por la selección palestina sub-22 en un partido de clasificación para el Campeonato sub-22 de la AFC, actuando como reserva de Ghanem Mahajneh. En 2013, volvió a ser convocado para jugar contra Jordania en un partido amistoso y saltó al campo en el minuto 81 en sustitución de Ramzi Saleh. Al año siguiente recibió numerosas alabanzas por su partido contra Brasil, en el que mantuvo la portería a cero durante 60 minutos y paró un penalty a Ademilson. Después de ese partido, Hamadeh recibió la llamada de la selección absoluta palestina, convirtiéndose en el portero más joven de su historia.
Hamadeh fue el portero titular de la selección de Palestina durante los Juegos Asiáticos de 2014, disputados en Incheon (Corea del Sur), y jugó un papel fundamental en las primeras victorias de la historia de Palestina en la competición, lo que permitió que el equipo avanzase hasta la fase de play-off en otro hito histórico.
En 2015, Hamadeh fue el jugador más joven de la selección palestina en la Copa Asiática, si bien no llegó a jugar. Consiguió la titularidad en la portería de la selección palestina durante la temporada 2016-2017, en la que tan solo encajó 9 goles en 21 partidos jugando para el Thaqafi Tulkarem de la Liga Premier de Cisjordania. Su primer partido oficial en la selección absoluta llegó en un amistoso contra Yemen el 22 de marzo de 2017. Se convirtió en el primer portero de la historia de la selección palestina que mantenía la meta a cero durante sus tres primeros partidos. En sus primeros diez partidos con la selección absoluta, Hamadeh ha mantenido 6 veces la portería a cero, lo que se ha traducido en seis victorias, dos empates y dos derrotas.
En 2018, fue convocado como uno de los tres jugadores senior del equipo que participó en los Juegos Asiáticos.

## Títulos
- Liga Premier de Cisjordania

1 (2017-2018)
- Copa de Palestina

1 (2017-2018)
- Supercopa de Palestina

1 (2018)
Títulos individuales
- 2 Guantes de Oro de la Liga Premier de Cisjordania (2016-2017 y 2017-2018)